# Škofija Thunder Bay
Škofija Thunder Bay je rimskokatoliška škofija s sedežem v Thunder Bayju (Kanada).

## Geografija
Škofija zajame področje 220.000 km² s 240.000 prebivalci, od katerih je 73.780 rimokatoličanov (30,7 % vsega prebivalstva).
Škofija se nadalje deli na 42 župnij.

## Škofje
- Norman Joseph Gallagher (16. april 1970-28. december 1975)
- John Aloysius O'Mara (24. maj 1976-2. februar 1994)
- Frederick Bernard Henry (24. marec 1995-19. januar 1998)
- Frederick Joseph Colli (2. februar 1999-danes)